# Кейт Аллен (хокеїстка на траві)
Кейт Аллен (англ. Katie Allen, 28 лютого 1974) — австралійська хокеїстка на траві.
Олімпійська чемпіонка 2000 року, учасниця 2004 року.
Переможниця Ігор Співдружності 1998 року.
Переможниця Трофею чемпіонів 1995, 1997, 2003 років.
Чемпіонка світу 1994, 1998 років.